# Duitse militaire begraafplaats in Lövenich
De Duitse militaire begraafplaats in Lövenich is een militaire begraafplaats in Noordrijn-Westfalen, Duitsland. Op de begraafplaats liggen omgekomen Duitse militairen uit de Tweede Wereldoorlog.

## Begraafplaats
Op de begraafplaats rusten 441 Duitse militairen. Vrijwel alle slachtoffers kwamen om tijdens de strijd in de omgeving van Lövenich (eind 1944) of stierven in het veldhospitaal van dit dorp.